# Église Saint-Étienne de Strasbourg
Pour les articles homonymes, voir Église Saint-Étienne et Saint-Étienne (homonymie).
L’église Saint-Étienne de Strasbourg se situe place Saint-Étienne, dans l’enceinte du collège épiscopal du même nom, dans le centre historique de la ville.
Elle fait l’objet d’un classement au titre des monuments historiques depuis 1862.

## Histoire de l'abbaye Saint-Étienne

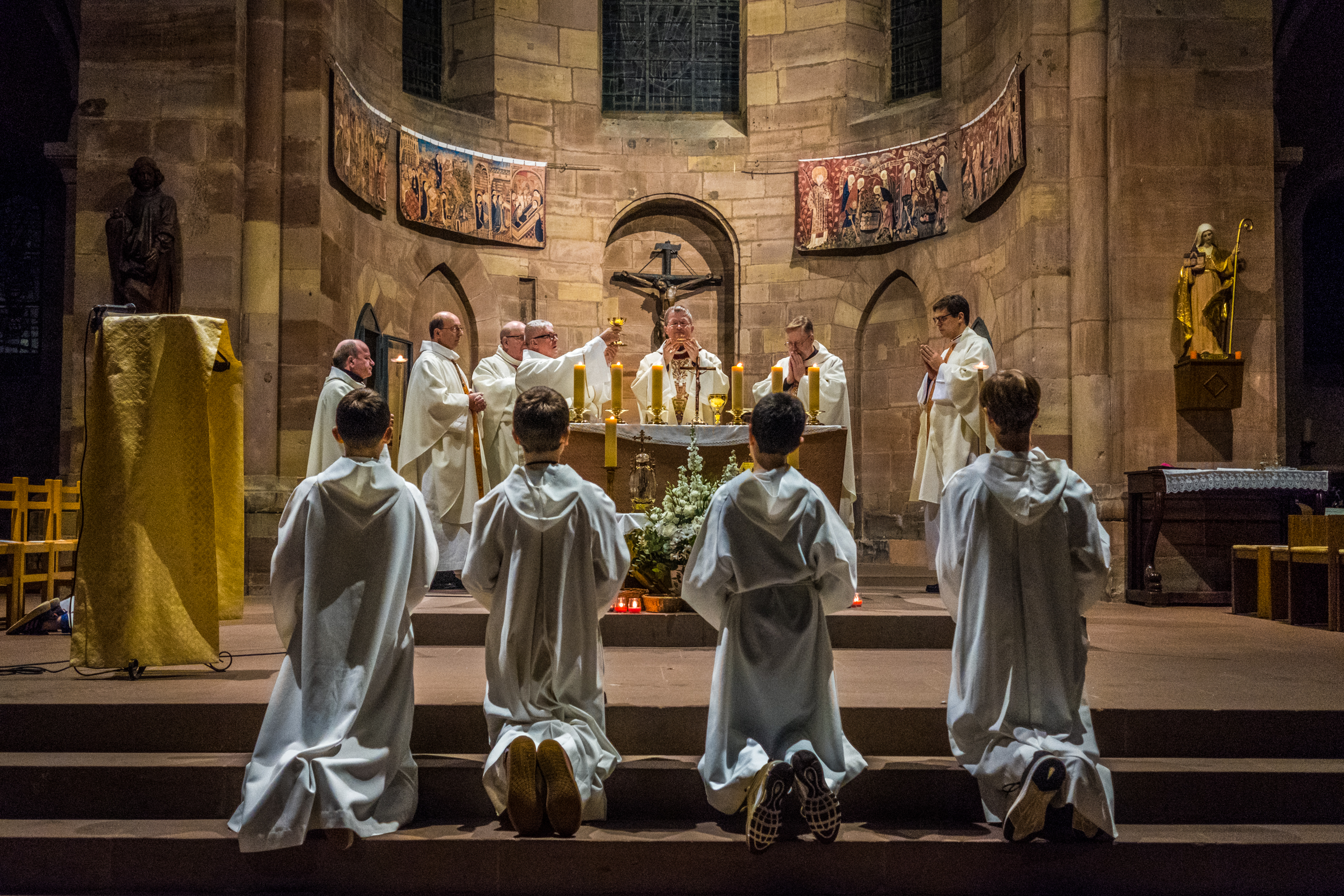
Messe à l'église Saint-Étienne.

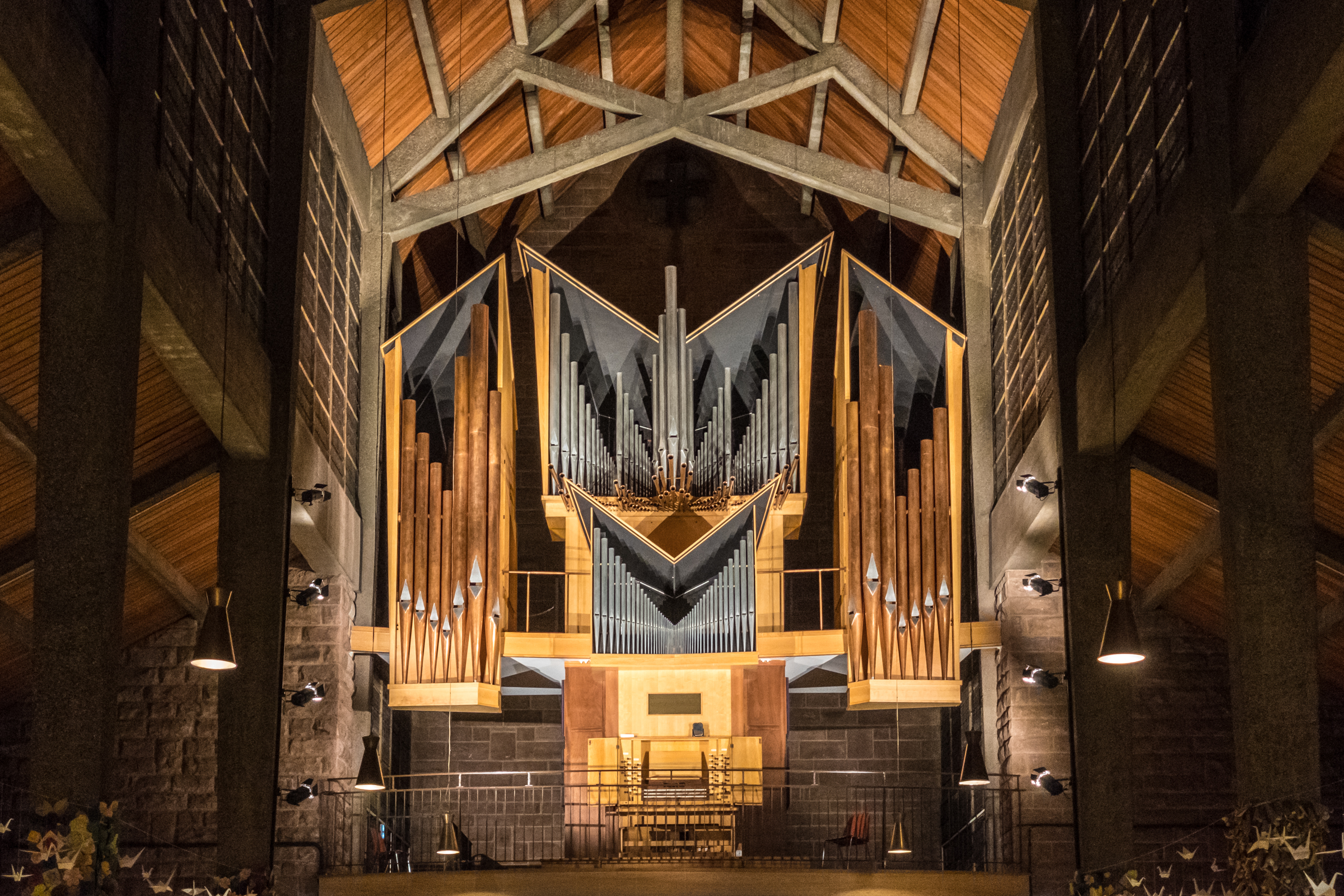
Orgue Schwenkedel de l'église Saint-Étienne.

Le site était à l’origine un sanctuaire romain dédié à Mercure. Il est utilisé par les chrétiens à partir du IVe siècle et une basilique y est édifiée au Ve siècle.
Au  cours du VIIe siècle, l’évêque Arbogast y fait construire la première cathédrale de la ville.
L'abbaye Saint-Étienne de bénédictines est fondée en 718 par le duc Adalbert d'Alsace, frère de sainte Odile. La crypte de l'église abbatiale présente les vestiges de la basilique romaine du Ve siècle. Une charte de Lothaire de 845 mentionne la fondation de l'abbaye Saint-Étienne en 722, mais Jean-Jacques Hatt indique que cette charte a été falsifiée car elle mentionne la construction près d'un bras de la Bruche. Une tradition transmise dans Strassburgische Cronica de Königshofen situe la construction par le duc Adalbert de l'église sur les ruines du palais fortifié du comes (comte) romain. Une abside mérovingienne est découverte sous les fondations de l’ancienne tour en 1956. Sainte Attale, fille du duc Adalbert, en est la première abbesse.
L'église abbatiale Saint-Étienne est reconstruite en 1220 en style romano-gothique.
Le monastère se transforme en chapitre de chanoinesses séculières au XIe siècle. En 1541, les chanoinesses se révoltent contre l'autorité de l'évêque et se convertissent à la Réforme protestante.
En septembre 1681, Strasbourg, ville libre et impériale, est assiégée par les armées de Louis XIV. Le 30 septembre la ville capitule. L'abbaye Saint-Étienne est rendue au culte catholique en 1687. Elle est d'abord occupée par des Antonins. Ils sont remplacés en 1702 par des Visitandines. Elles ouvrent un pensionnat pour l'éducation des jeunes filles de la noblesse en 1718. Les religieuses sont expulsées en 1792.
En 1802, l'église est privée de son clocher puis transformée en 1805 en théâtre municipal. Le bâtiment est occupé par un petit séminaire entre 1821 et 1874.
Mais en 1940, impressionné par sa visite de la cathédrale de Strasbourg, Adolf Hitler décide d’interdire tout culte  à la Cathédrale avec interdiction d’y célébrer des offices et « désire transformer la Cathédrale en monument national à la gloire du peuple germanique ». Les paroissiens de la Cathédrale doivent en conséquence se rendre à la chapelle du collège Saint-Étienne où sera installé l’archiprêtre Eugène Fischer en 1942.
Les bombardements alliés du 25 septembre 1944 détruisent une grande partie de l’édifice : la toiture s’effondre et détruit la chaire, l’autel, l’orgue, des tableaux, des statues, des bancs. Seuls le chœur et la nef restent debout. Aujourd’hui, ne restent d’origine que le large transept voûté avec sa triple abside.
En 1961, une nouvelle nef à piliers élancés et charpente apparente fut reconstruite tandis qu’un mur en bossage fait fonction de façade.
En 2018 est célébré les 1 300 ans de la fondation de l'abbaye Saint-Étienne.

## Protection
- L'église a été classée au titre des monuments historiques en 1862[4].

## Orgue
En 2016, l’ancien orgue du conservatoire de musique Strasbourg est installé dans la nef de l'église Saint-Étienne. Fabriqué par Curt Schwenkedel en 1963, l’instrument était inutilisé depuis le déménagement du conservatoire de l’ancien palais de la diète d'Alsace-Lorraine en 1995.

## Trésor
L'église Saint-Étienne conserve le reliquaire de la main de sainte Attale (morte en 741), première abbesse du monastère Saint-Étienne, fille du duc d'Alsace Adalbert, nièce de sainte Odile,.

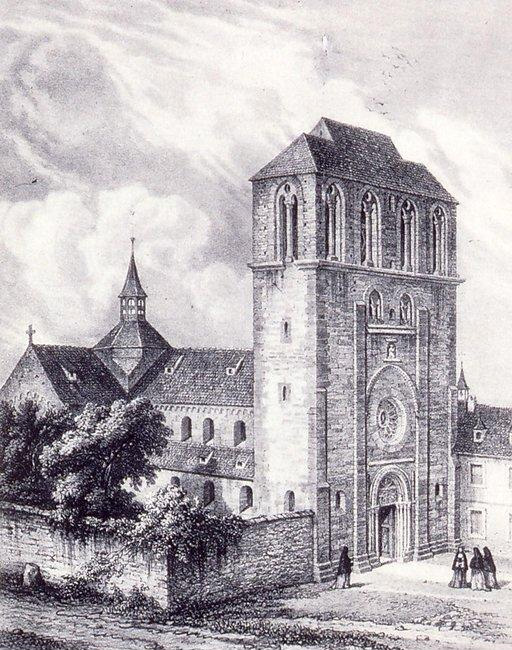
Ancienne église.
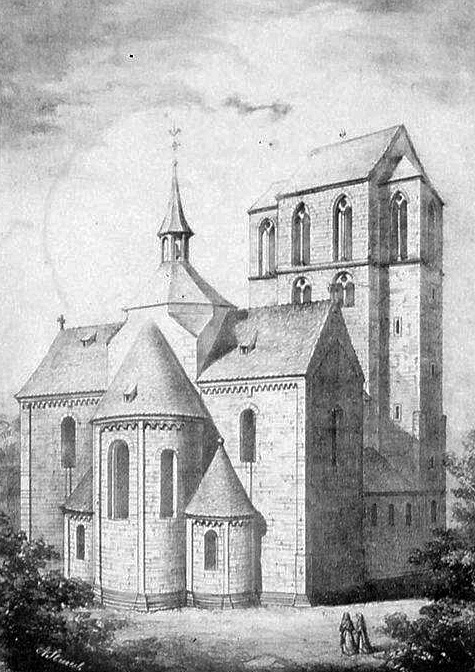
Ancienne église.
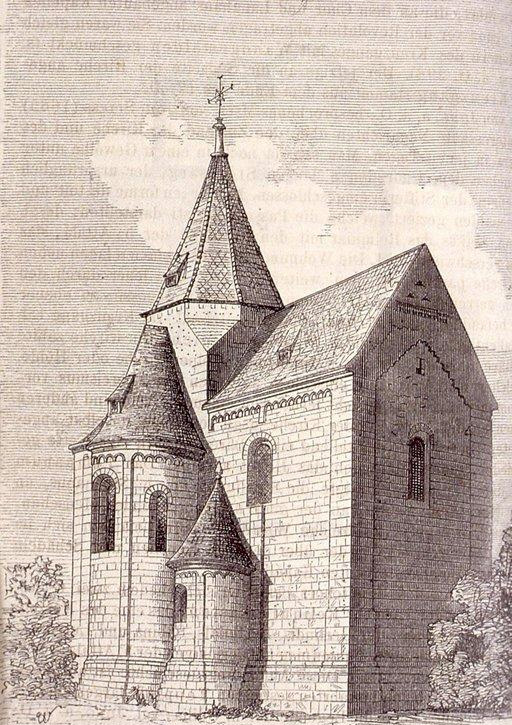
Ancienne église (1876).
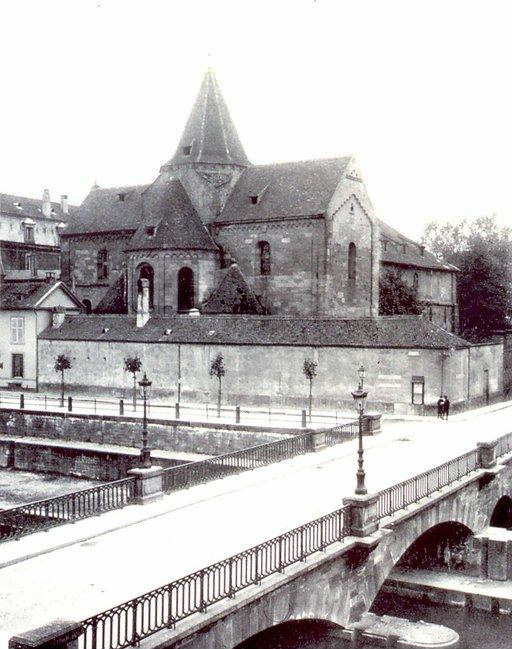
L'église en 1906.